# Lijst van kubuskwallen
De onderstaande lijst van kubuskwallen bevat een overzicht van alle - in de wetenschappelijke literatuur - beschreven neteldieren uit de klasse Cubozoa. De informatie stamt uit november 2011.
- Alatina
  - Alatina alata - (Reynaud, 1830)
  - Alatina grandis - (Agassiz & Mayer, 1902)
  - Alatina madraspatana - (Menon, 1930)
  - Alatina moseri - (Mayer, 1906)
  - Alatina pyramis - (Haeckel, 1880)
  - Alatina rainensis - Gershwin, 2005
  - Alatina tetraptera - (Haeckel, 1880)
- Manokia
  - Manokia stiasnyi - (Bigelow, 1938)
- Carukia
  - Carukia barnesi - Southcott, 1967
  - Carukia shinju - Gershwin, 2005
- Gerongia
  - Gerongia rifkinae - Gershwin & Alderslade, 2005
- Malo
  - Malo kingi - Gershwin, 2007
  - Malo maxima - Gershwin, 2005
- Morbakka
  - Morbakka fenneri - Gershwin, 2008
  - Morbakka virulenta - Kishinouyea, 1910
- Carybdea
  - Carybdea arborifera - Maas, 1897
  - Carybdea branchi - Gershwin & Gibbons, 2009
  - Carybdea brevipedalia - Kishinouyea, 1891
  - Carybdea marsupialis - (Linnaeus, 1758)
  - Carybdea morandinii - Straehler-Pohl & Jarms, 2011
  - Carybdea murrayana - Haeckel, 1880
  - Carybdea rastonii - Haacke, 1886
  - Carybdea xaymacana - Conant, 1897
- Tamoya
  - Tamoya gargantua - Haeckel, 1880
  - Tamoya haplonema - F. Müller, 1859
  - Tamoya ohboya - Collins, Bentlage, Gillan, Lynn, Morandini, Marques, 2011
- Copula
  - Copula sivickisi - (Stiasny, 1926)
- Tripedalia
  - Tripedalia binata - Moore, 1988
  - Tripedalia cystophora - Conant, 1897
- Chirodectes
  - Chirodectes maculatus - (Cornelius, Fenner & Hore, 2005)
- Chirodropus
  - Chirodropus gorilla - Haeckel, 1880
  - Chirodropus palmatus - Haeckel, 1880
- Chironex
  - Chironex fleckeri - Southcott, 1956
  - Chironex yamaguchii - Lewis & Bentlage, 2009
- Chiropsalmus
  - Chiropsalmus alipes - Gershwin, 2006
  - Chiropsalmus quadrumanus - (F. Muller, 1859)
- Chiropsella
  - Chiropsella bart - Gershwin & Alderslade, 2007
  - Chiropsella bronzie - Gershwin, 2006
- Chiropsoides
  - Chiropsoides buitendijki - (van der Horst, 1907)